# Elisabetta Piccolotti
Elisabetta Piccolotti (Camerino, 10 febbraio 1982) è una politica italiana, dal 13 ottobre 2022 deputata di Sinistra Italiana nel gruppo Alleanza Verdi e Sinistra.

## Biografia
Nata a Camerino (in provincia di Macerata), ma cresciuta a Foligno (provincia di Perugia), dopo aver frequentato il liceo classico consegue la laurea  in comunicazione nella società della globalizzazione presso l'Università degli Studi Roma Tre. Fin dalle scuole superiori è impegnata in politica nella sinistra e aderisce a Rifondazione Comunista. Nel settembre 2006 diventa portavoce nazionale dei Giovani Comunisti assieme a Federico Tomasello. Rimane in carica fino a inizio 2009, quando abbandona il partito per aderire al Movimento per la Sinistra di Nichi Vendola, che alcuni mesi più tardi dà vita a Sinistra Ecologia Libertà (SEL), del cui coordinamento nazionale entra a far parte come Responsabile della comunicazione. 
Dal luglio 2009 al luglio 2013 è stata assessore alla cultura al Comune di Foligno, fino a quando il suo partito non è uscito dalla maggioranza in consiglio comunale. Alle elezioni comunali in Umbria del 2014, si candida a sindaca di Foligno, sostenuta dalla lista "Sinistra Ecologia Libertà-Civica", con la quale ottiene il 7% dei voti, che non le consentono di accedere al ballottaggio, ma le permettono di essere eletta consigliere comunale di minoranza, ruolo che svolge all'opposizione fino al 2019.
Nel 2017 avviene lo scioglimento di SEL con la confluenza di quest'ultimo in Sinistra Italiana, partito politico alla cui fondazione partecipa ella stessa, e della cui Segreteria nazionale diventa in seguito coordinatrice.
Alle elezioni politiche anticipate del 2022 si candida alla Camera dei deputati per l'Alleanza Verdi e Sinistra e viene eletta nel collegio plurinominale Puglia-04. Nella XIX legislatura è componente della 7ª Commissione Cultura, scienza e istruzione, della Commissione parlamentare antimafia e del Comitato di vigilanza sull'attività di documentazione.

## Vita privata
Vive a Foligno, con il marito Nicola Fratoianni (anch'egli ex-coordinatore nazionale dei Giovani Comunisti e poi segretario nazionale di Sinistra Italiana), con cui ha avuto un figlio di nome Adriano, nato nel 2013. I due si sono sposati a Foligno il 3 settembre 2019, con cerimonia civile officiata da Nichi Vendola.